# Bohumil Kubišta
Bohumil Kubišta (21. srpna 1884 Vlčkovice u Hradce Králové – 27. listopadu 1918 Praha) byl český malíř, grafik a výtvarný teoretik. Je považován za jednoho ze zakladatelů české moderní malby. Společně s Emilem Fillou, Antonínem Procházkou a pěti dalšími umělci založil Osmu, skupinu expresionisticky orientovaných umělců.

## Život

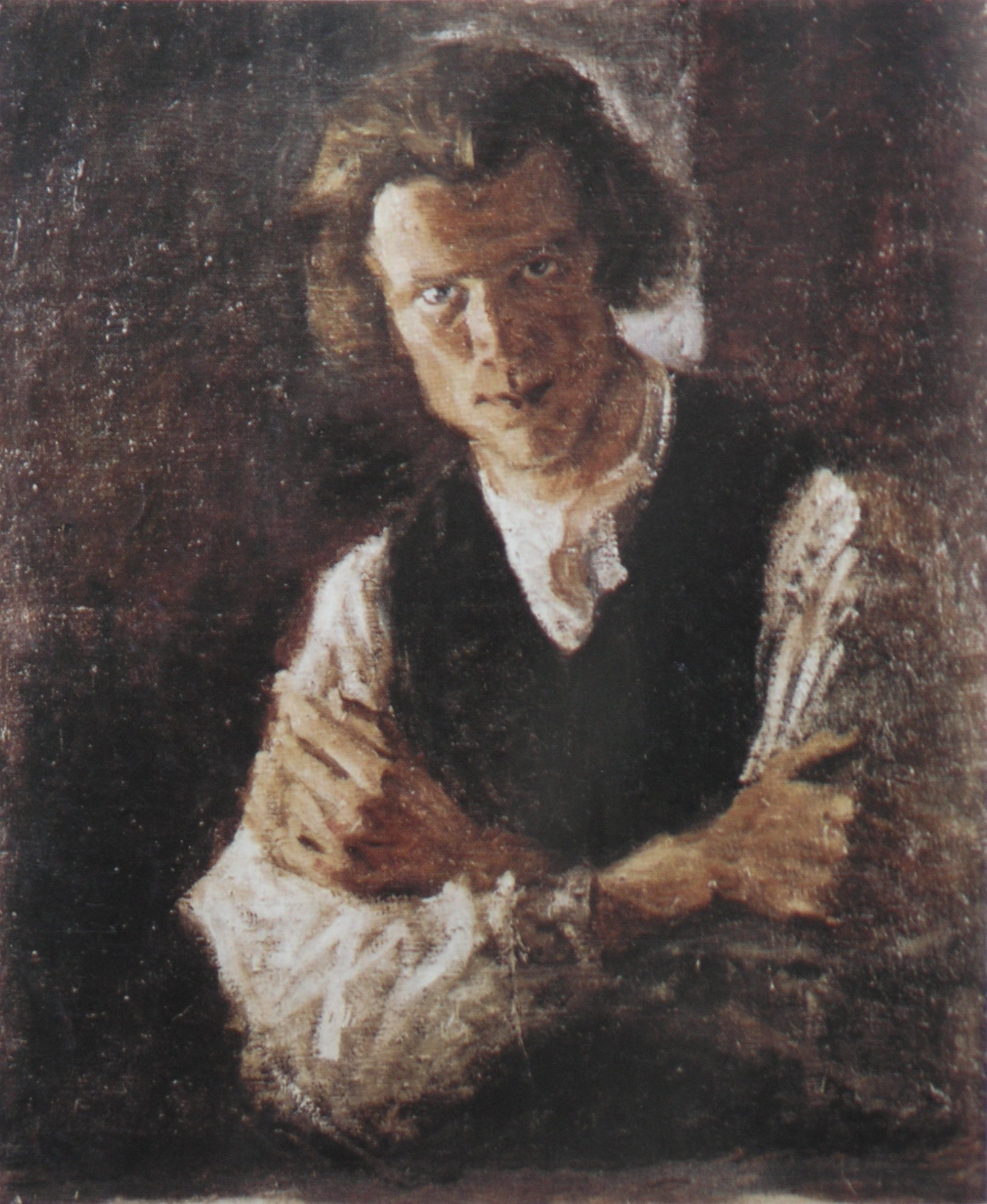
Autoportrét se založenýma rukama, 1904–1905

Bohumil Kubišta byl nemanželským synem z chudé venkovské rodiny, proto cestu k umění neměl snadnou, ale prosadil si ji. Finančně ho podporoval jeho strýc, učitel Oldřich Kubišta. Už během studií na reálném gymnáziu v Hradci Králové projevoval zájem o výtvarné umění. Navštěvoval kurz kreslení a malování v Průmyslovém muzeu a přednášky Maxe Dvořáka o moderním umění. Po maturitě Bohumil Kubišta od roku 1903 studoval na Uměleckoprůmyslové škole v Praze, ale po konfliktu s ředitelem školy už následující rok přešel na Akademii výtvarných umění do ateliéru Vlaho Bukovace. Ani zde dlouho nevydržel a kvůli rozporným názorům na směrování výtvarného umění z akademie odešel. V roce 1904 nastoupil na vojenskou službu do školy pro důstojníky v záloze v Pule. Po jejím absolvování se roku 1906 vydal do Florencie, kde se stal posluchačem Reale instituto delle belle arti. Kromě kresby a malby se pokoušel také o grafiku. Akademický styl výuky ho neuspokojoval a proto předčasně ze školy odešel před ukončením prvního semestru. Na podzim roku 1906 podnikl s přáteli Emilem Fillou a Antonínem Procházkou cestu po Evropě.
Na jaře roku 1907 se vrátil do Prahy, aby se zapojil do činnosti výtvarného sdružení Osma, které pořádalo svou první výstavu. Proběhla bez většího zájmu veřejnosti. Kubišta na ní vystavoval 14 prací, mezi nimi vlastní podobiznu a pastely z Puly a Florencie. V té době se seznámil s F.X.Šaldou, který se stal v budoucnu jeho příznivcem. V následujícím období intenzivně tvořil, ale stále se potýkal s existenčními problémy. Pro své obrazy nenašel téměř žádné kupce. V listopadu 1907 se zapsal ke studiu architektury na Vysokém učení technickém v Praze, ale vydržel tam jen jeden rok.
S finanční výpomocí svého strýce odjel v březnu roku 1909 do Paříže. Zůstal tam do konce června, studoval současné francouzské umění, především Paula Cézanna. Byl tam také jako neoficiální vyslanec skupiny Osma a Spolku výtvarných umělců Mánes s cílem domluvit pro Prahu výstavu mladých francouzských autorů. Podruhé odjel do Paříže v prosinci téhož roku a ve svízelných existenčních podmínkách tam pobýval až do června 1910. Kromě strýcovy podpory mu finanční problémy pomáhaly překlenout různé teoretické statě a studie o výtvarném umění, které psal pro F.X.Šaldu. V Paříži navázal kontakty s francouzskými umělci a galeristy i dalšími německými a českými malíři. V březnu 1910 byl přijat do spolku Mánes.
Od poloviny roku 1910 žil a tvořil v Praze. Psal kritické články o starší generaci krajinářů z okruhu časopisu Dílo, které dráždily české prostředí. Vedl nekompromisní zápas o prosazení nového výtvarného stylu. Dostal se do konfliktu s Josefem Ullmannem, který Kubištu fyzicky napadl po jeho reakci na vystavení obrazu malovaného oslem. Skandál byl řešen před soudem a skončil Ullmannovou omluvou.
Kubišta byl jmenován tajemníkem Klubu za starou Prahu. Ukončil spolupráci s Šaldovým časopisem Novina, psal do České kultury a Přehledu. Na jaře roku 1913 ho bezvýchodná finanční situace přiměla znovu vstoupit do rakouské armády. Byl přidělen jako důstojník k pevnostnímu dělostřelectvu v Pule a nové povinnosti znamenaly útlum jeho umělecké činnosti. V Pule sloužil i během první světové války, dokonce se podílel na potopení francouzské ponorky Curie v prosinci 1914. Za tento čin získal vojenský Leopoldův řád, do konce války byl povýšen nejdříve na nadporučíka, později i do hodnosti setníka.
Kubišta přijel 27. října 1918 na dovolenou do Prahy a jako jeden z prvních se po vyhlášení samostatného státu přihlásil do československé armády. Krátce na to onemocněl a zemřel na španělskou chřipku ve věku 34 let.
Je pohřben v Kuklenách (od roku 1942 část Hradce Králové). Jeho náhrobní pomník s velkým plošným reliéfem a nápisem „Obsáhnouti život silným tahem“ je dílem sochaře Františka Bílka.
Bohumil Kubišta za sebou zanechal 128 olejů a pastelů a řadu grafických prací.
V roce 1920 se zásluhou jeho přítele Jana Zrzavého podařilo uspořádat posmrtnou výstavu Kubištova díla v Domě umělců českoněmecké Krasoumné jednoty (Rudolfinum).

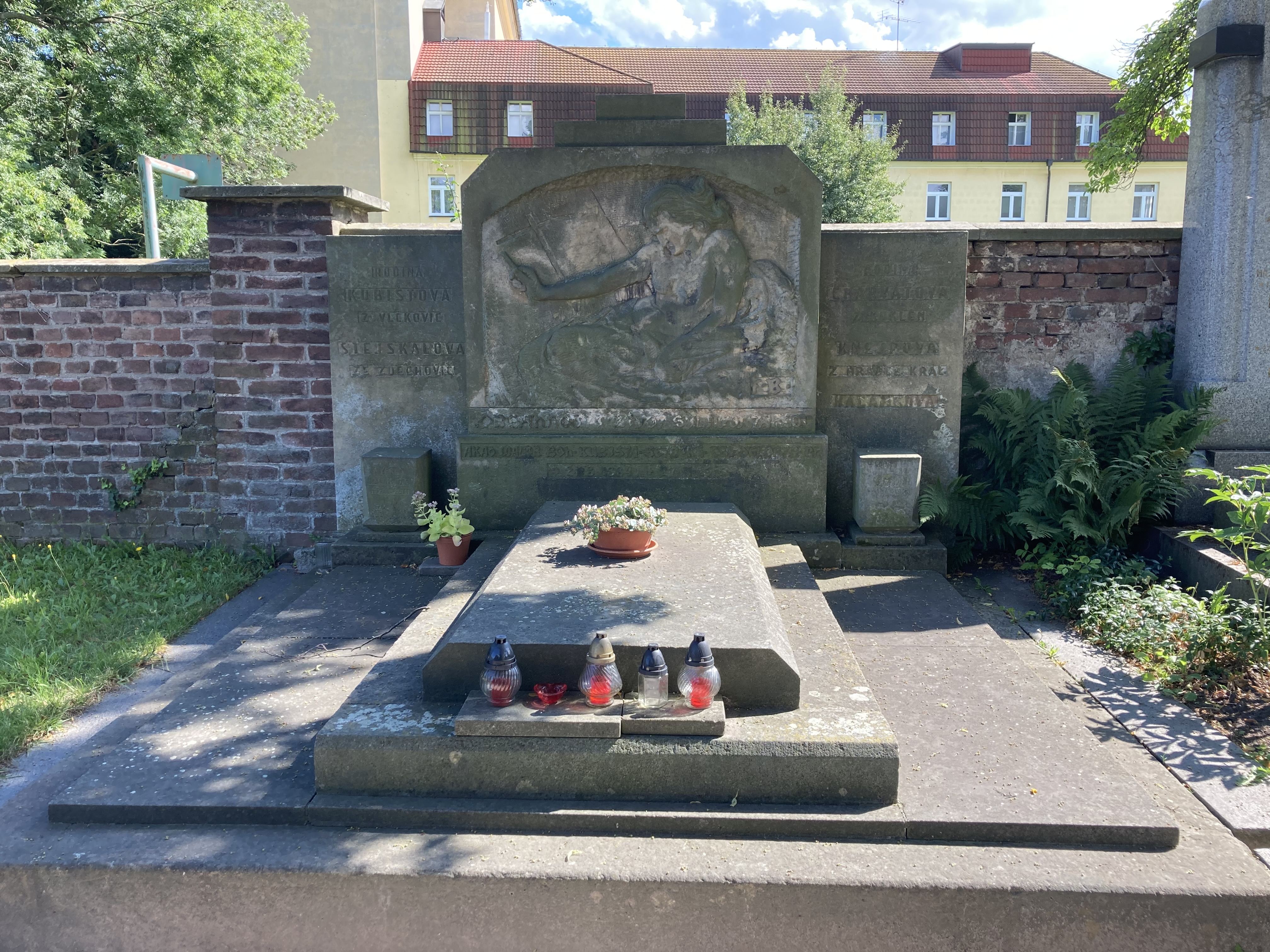
Hrob Bohumila Kubišty na hřbitově v Kuklenách

## Dílo
Kubišta měl výrazné matematické nadání a teorií nového malířství se zabýval téměř vědecky. Do hloubky studoval zlatý řez a za účelem dosažení účinku co nejpůsobivější výpovědi jej do svých děl systematicky a pravidelně zakomponovával. Opravdové dílo mělo promlouvat svým vnitřním obsahem, mělo být výrazem života.
V jeho tvorbě převládala dvě ústřední témata: autoportréty a zátiší.

### Barva: Expresionistický vliv Muncha
Kubištu výrazně ovlivnila Munchova výstava v Praze v roce 1905 a v období 1905–1907 přecházel od akademického postimpresionismu k expresionismu (Autoportrét v haveloku, Trojportrét s Bedřichem Feiglem a Arturem Pittermannem-Longenem (1907), Hráči, Cestující třetí třídy).
Zúčastnil se obou výstav Osmy v letech 1907–1908. Jako myšlenkově důsledná a teoreticky založená osobnost se stal neoficiálním mluvčím Osmy, obhajoval nové pojetí umění ve výtvarných referátech i zásadních teoretických úvahách o tehdejší kultuře.
„Význam barvy vězí v tom, že má skutečně vlastnost nejen harmonickou, ale opravdové mystické symboliky“ napsal Janu Zrzavému v roce 1915.
Byl přesvědčen, že moderní umění je založeno na principu „pochopit a naplnit zákon“ stejně jako historické slohy. Studoval teorii barev (např. kontrast červené a zelené považoval za střet života a smrti), analyzoval harmonické a kompoziční principy starých i moderních mistrů (El Greco, Eugène Delacroix, Vincent van Gogh, Edvard Munch).
Jeho obrazy byly založené na přísném vyvažování jednotlivých formálních prvků, uplatňoval komplementární a simultánní barevné vztahy a kompoziční principy zlatého řezu (Kavárna, Zátiší s lampou, Kuřák).

### Tvar: Vrcholné kubistické období
Během roku 1910 pomohl v Paříži připravit pražskou výstavu Nezávislých (Matisse, Derain a další) a seznámil se s prekubistickými díly Picassa i Braqua.
Po této zkušenosti napsal kubismem okouzlený Kubišta do Prahy: „Nesmíme se zajímat jen o barvu, nýbrž sledovat vše dál.“ Tehdy v Paříži vytvořil první studie a obrazy objektů redukovaných na základní geometrické formy (Kuřák, Zátiší s nálevkou), snažil se spojit principy kubismu i ve figurálních kompozicích (Jaro, Koupání mužů).

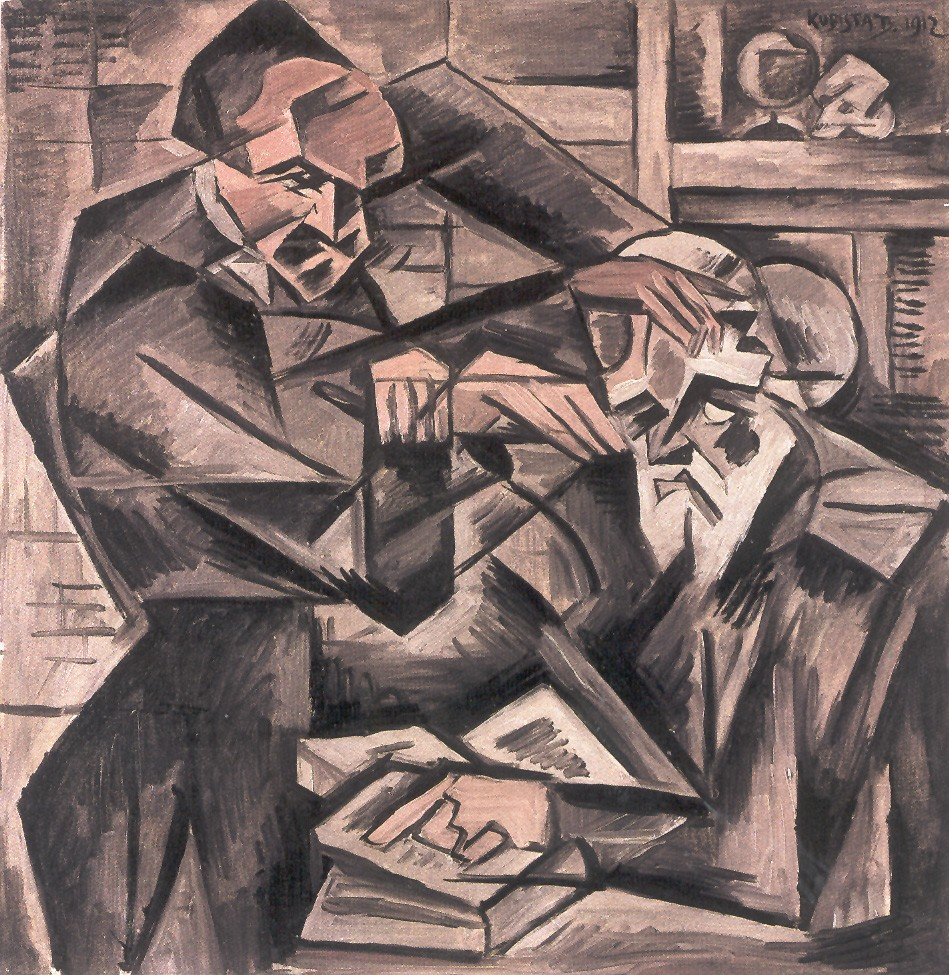
Bohumil Kubišta: Hypnotizér, 1912. Olej na plátně o rozměrech 60,5 x 58 cm je vystaven v Galerii výtvarných umění v Ostravě.

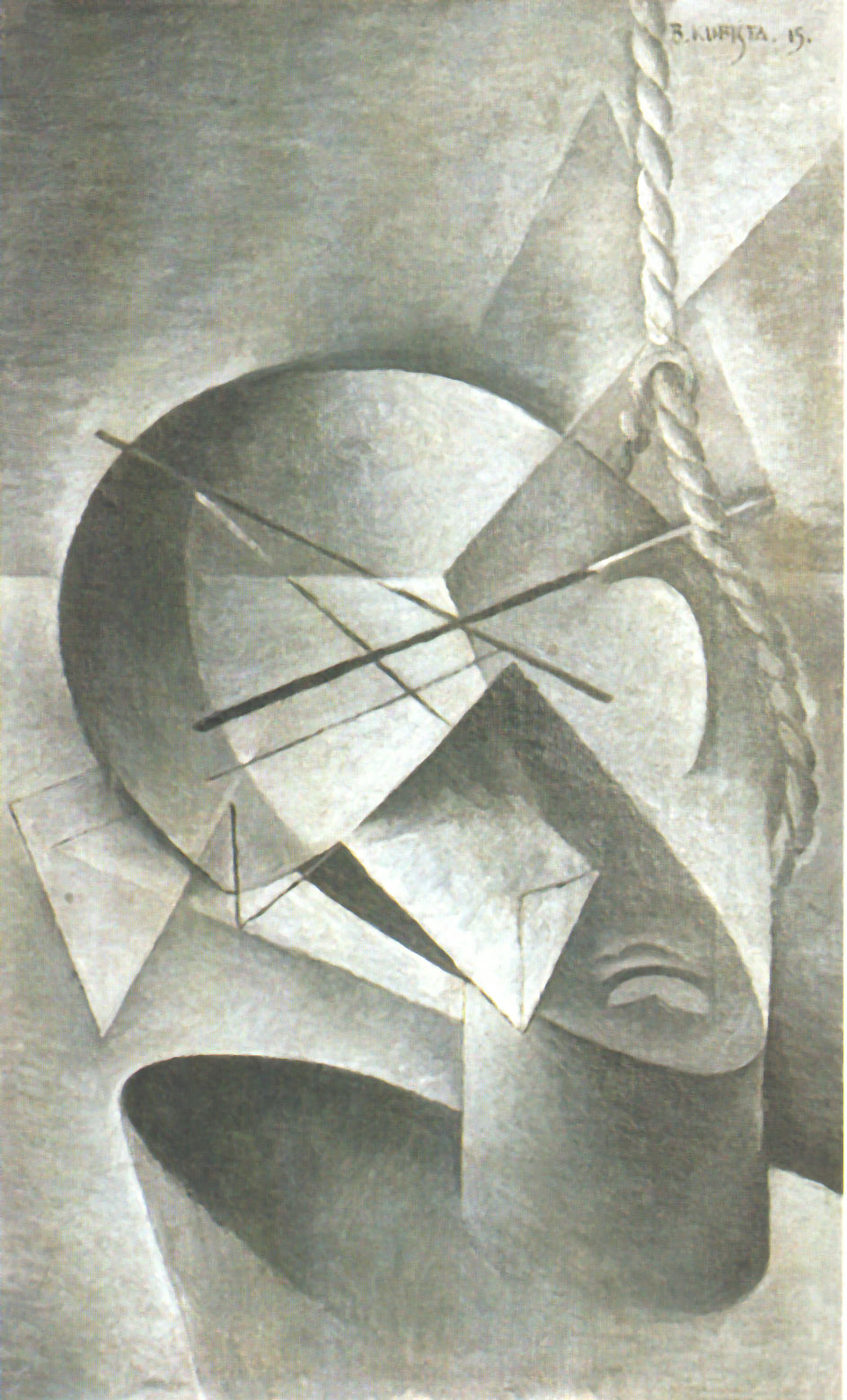
Bohumil Kubišta: Oběšený, 1915. Olejomalba, 50 × 30,5 cm. Moravská galerie v Brně. Po roce 1912 opustil fauvistickou barevnost i kubistické principy. Analytická konfrontace života a smrti se stala hlavním motivem.

V roce 1911 byl v kontaktu s Ernstem Ludwigem Kirchnerem a Otto Muellerem ze skupiny Die Brücke. Přizvali ho k účasti na výstavě skupiny Neue Secession v Berlíně konané na přelomu roku 1911 a 1912. Kubišta se zúčastnil i několika dalších výstav této skupiny v Německu.
Kolem téhož roku se seznámil s Janem Zrzavým a stal se hostem v umělecké skupině Sursum, která byla ovlivněná okultismem. Tehdy se zabýval i parapsychologii a spiritismem. Ze symbolistního pojetí umění vychází jeho interpretace kubismu. Kubišta ale chápal kubismus jen jako jednu z cest k vyjádření „duchovní podstaty“ moderní doby a na podměty z různých výtvarných směrů reagoval výhradně po svém.
Geometrickou řečí kubistických forem se snažil aktualizovat náboženské motivy:
- Svatý Šebestián (1912)
- Křížová cesta,

zviditelňovat duchovní síly a energie:
- Hypnotizér (1912)
- Fakír
- Překážka

a střetávání osudových sil života a smrti:
- Vzkříšení Lazara (1911–1912)
- Zátiší s lebkou 1912[13]
- Polibek smrti – ve stálé expozici galerie v Liberci
- Vražda.

Dokonce i neutrální témata jako zátiší a krajiny maloval jako duchovní dramata. Už před první světovou válkou si jeho díla všimli Vasilij Kandinskij a v Paříži zaujalo jeho příjmení Guillauma Apollinaira: obdivoval Čechy, že mají malíře, který byl „kubistou“ již od narození.

### Náznaky futurismu a fauvismu
Z umělců své generace byl nejblíže k futuristickému zachycení pohybu a energie moderní doby. A v roce 1912, tehdy se v Paříži konala první futuristická výstava, už maloval obrazy Vodopád v Alpách a Vlak v horách, kde konfrontuje přírodní síly a moderní techniku. S futurismem souvisejí i některé jeho pozdější obrazy s válečnými motivy:
- Pobřežní děla v boji s loďstvem (1913)
- Nálet na Pulju (1914)

Během válečných let strávených u slunného Jaderského moře se barevností přiblížil sytému fauvismu (Moře, 1913), až obraz Meditace překročil kubismus i fauvismus a dostal se až k pomezí surrealismu.

### Závěr života

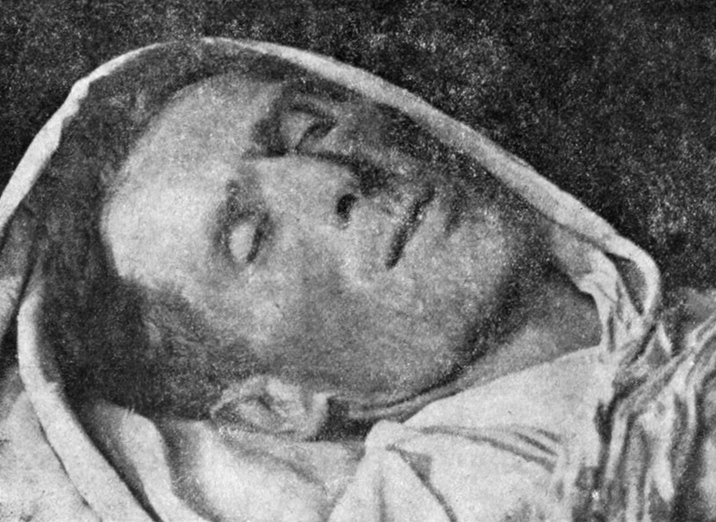
Bohumil Kubišta na smrtelném loži

Válečné události přivodily Kubištův návrat k dřívějšímu, přísně analytickému stylu (Nálet na Pulju, 1915; Důstojnické zátiší, 1916). Opustil principy analytického i syntetického kubismu, i když využíval geometricky zjednodušených tvarů. Jeho dílo dostalo novou, filosofickou a přitom smyslově naléhavou podobu.

## Galerie

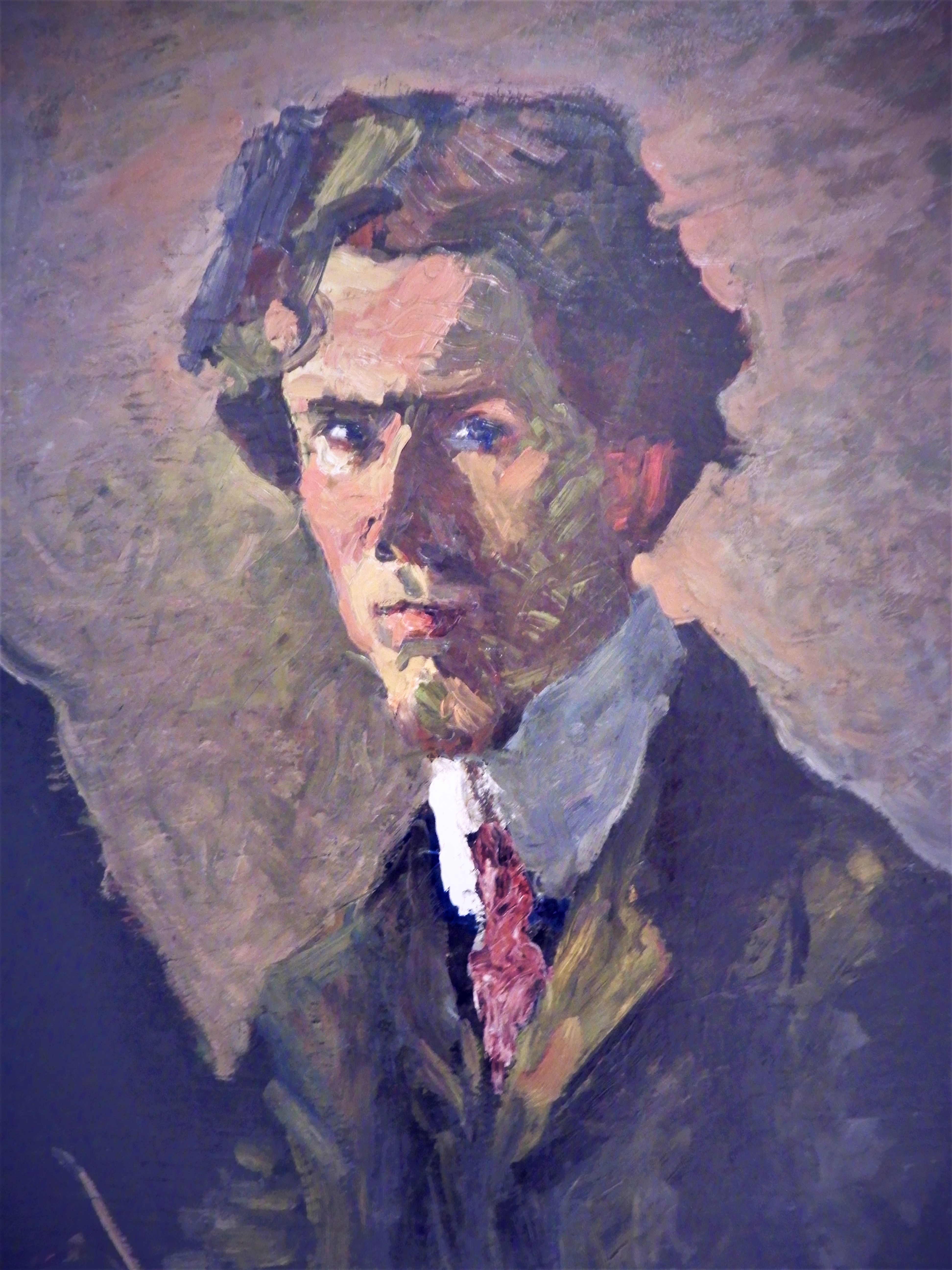
Autoportrét (výřez) (1907)
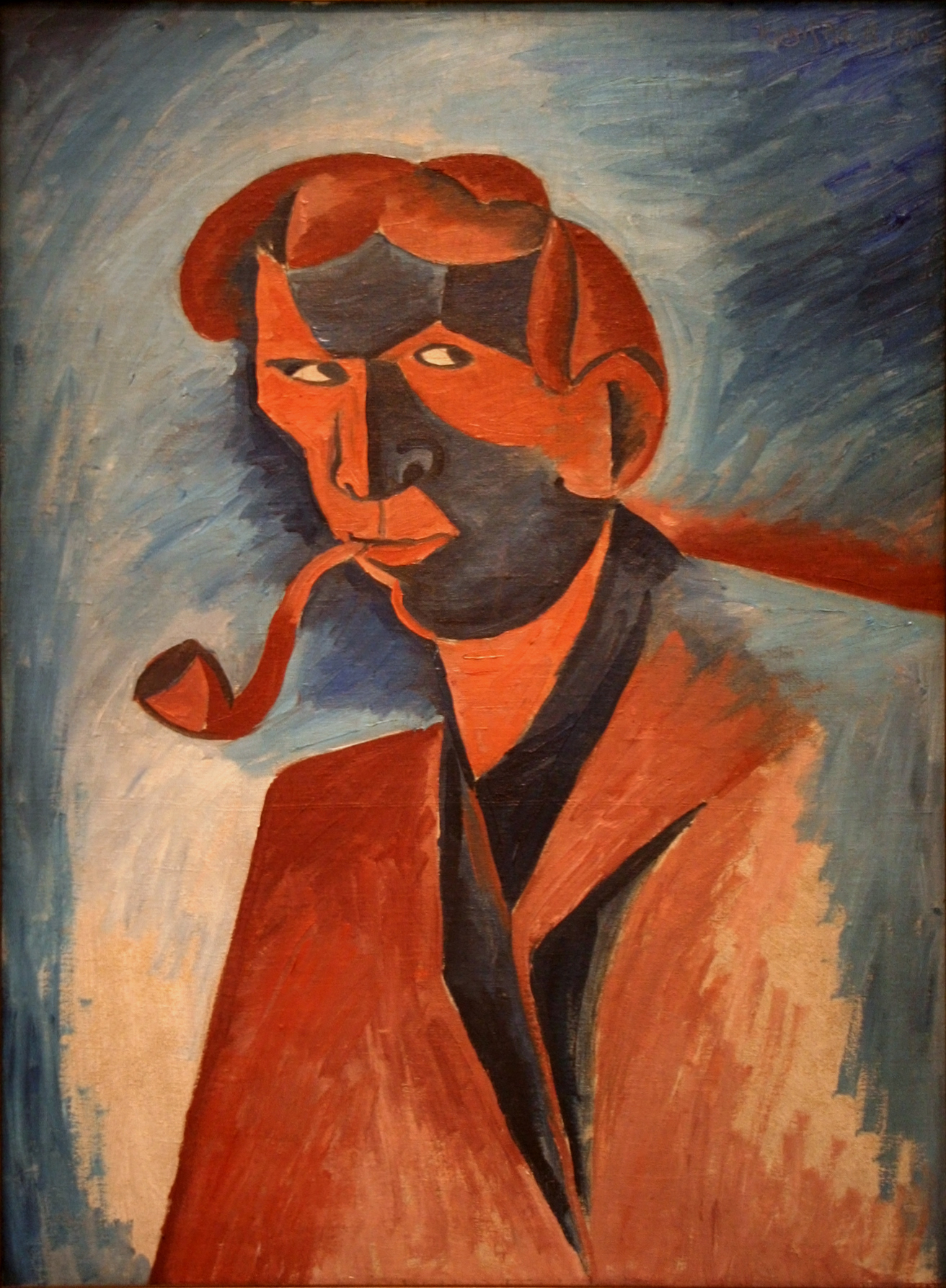
Kuřák (Autoportrét) (1910)
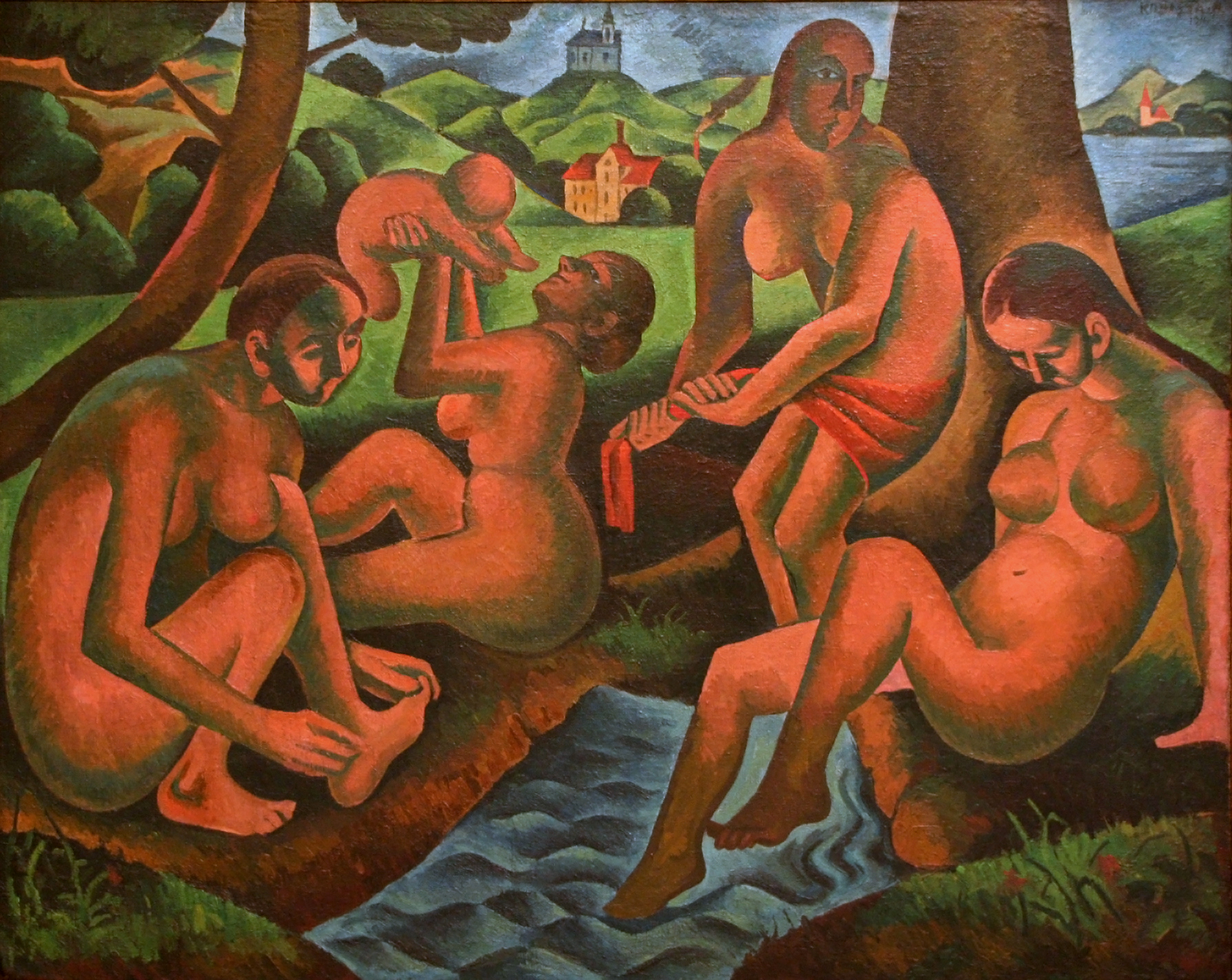
Koupání žen (Jaro)(1911)
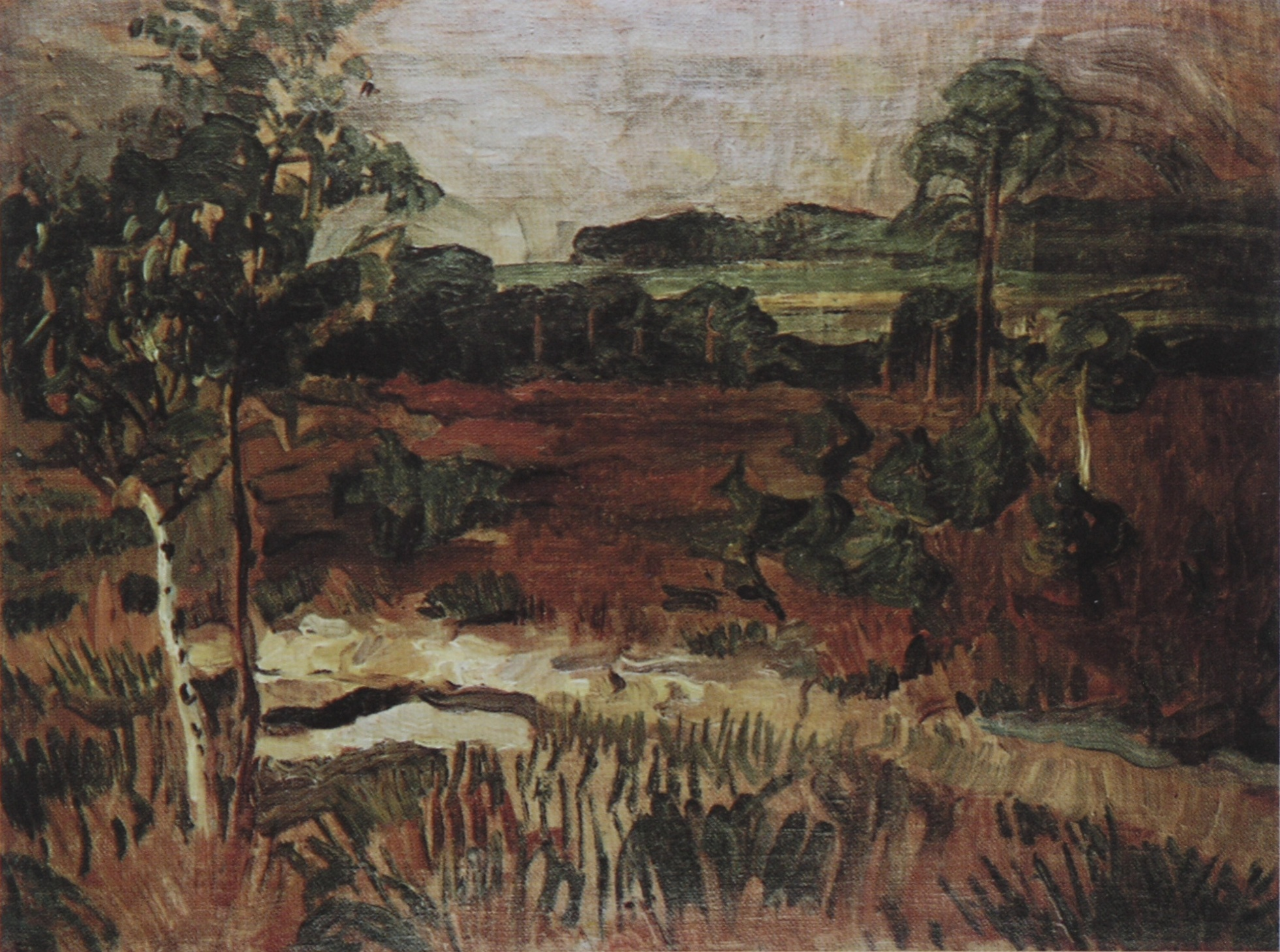
Krajina s vřesovištěm (1907)
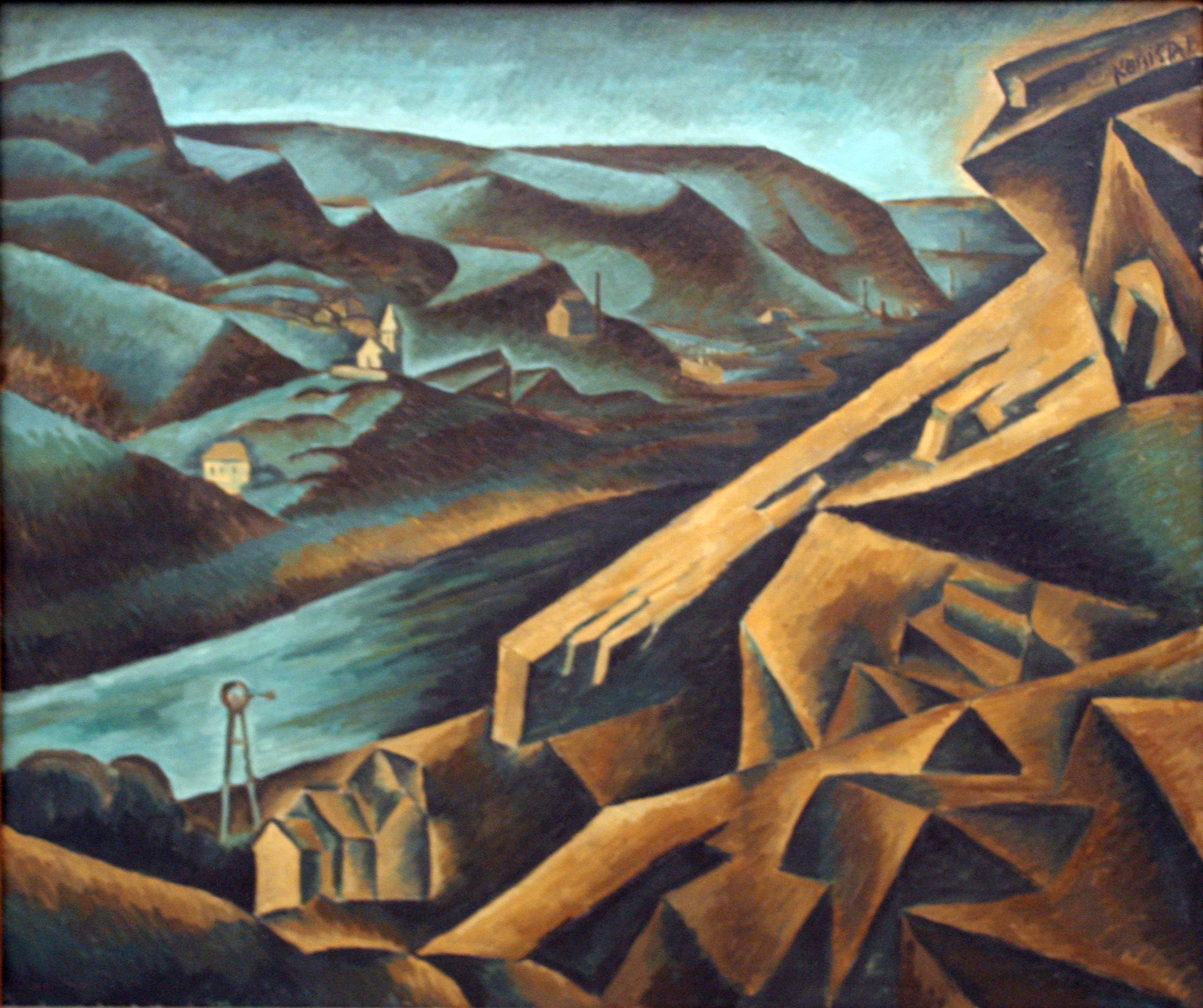
Pohled na cementárnu v Braníku (1911)
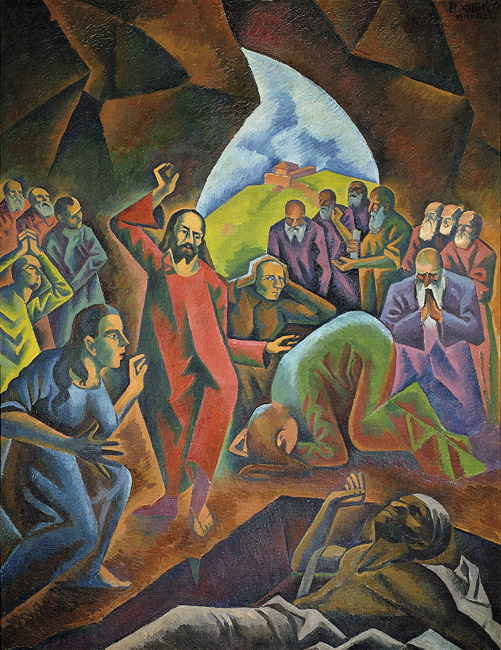
Vzkříšení Lazara (1911)
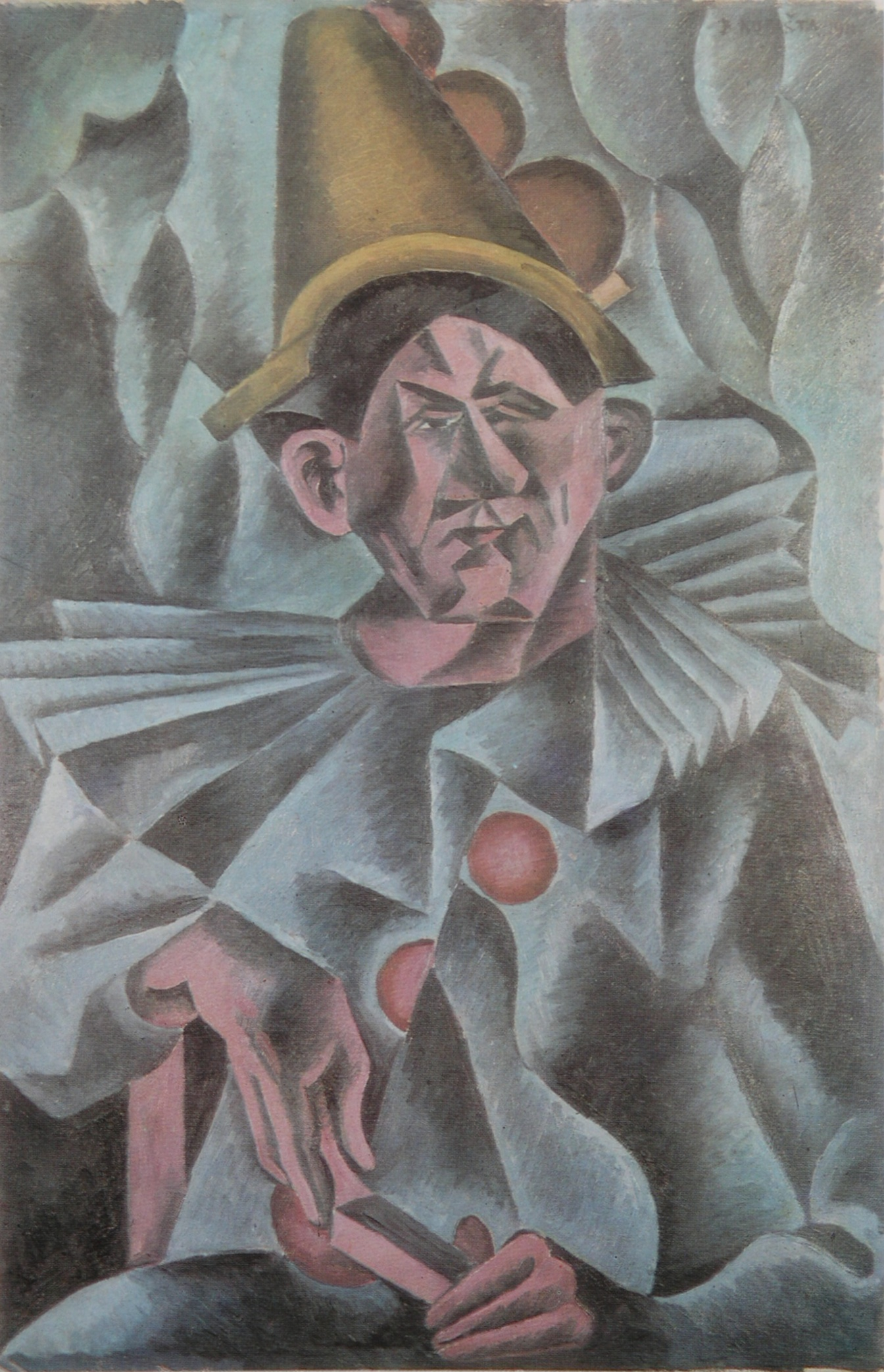
Pierot (1911)
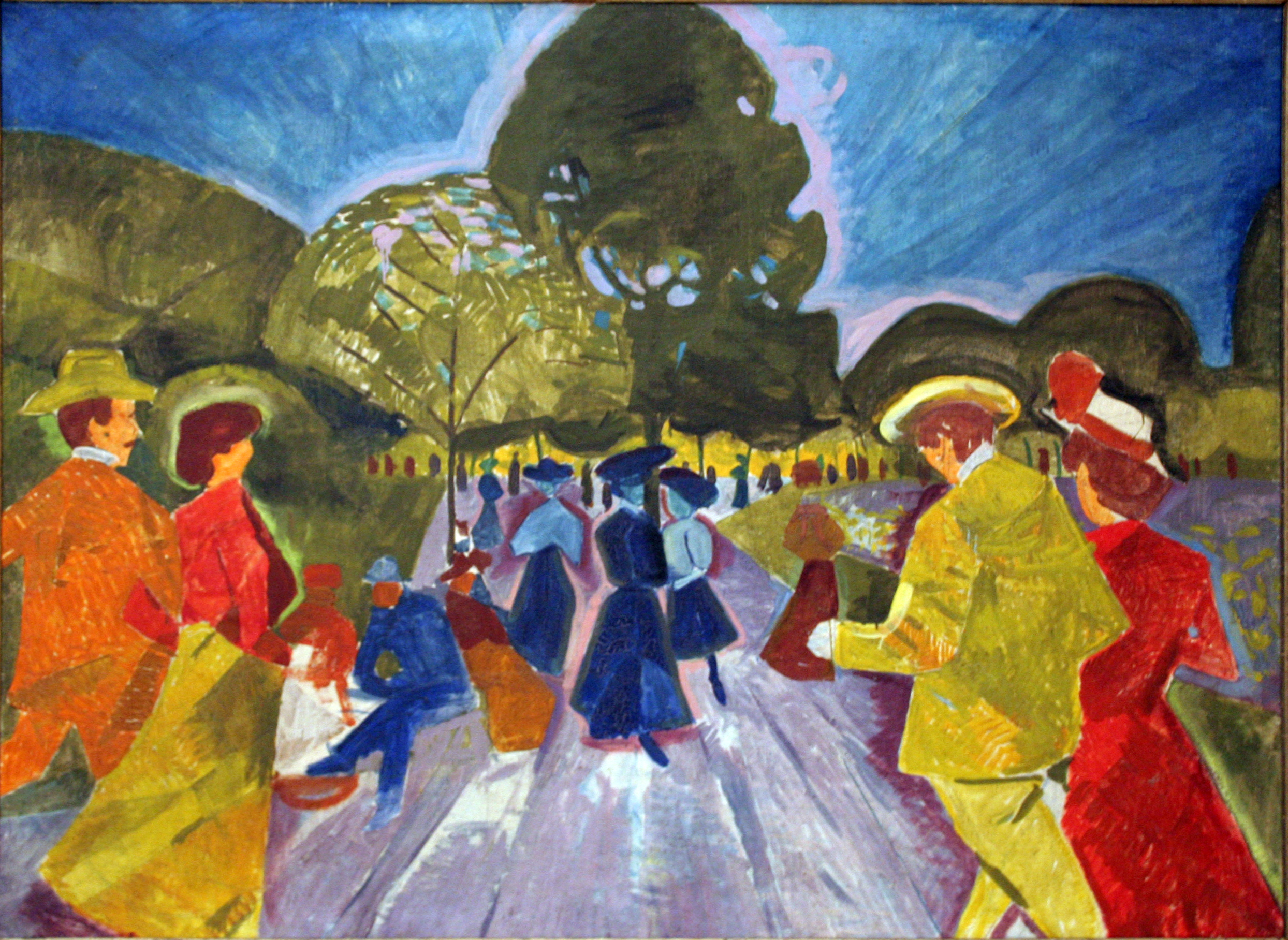
Promenáda v Riegrových sadech v Praze

### Teoretické stati
- Bohumil Kubišta, O duchovní podstatě moderní doby, Česká kultura 2, 1914, s. 217–221
- Bohumil Kubišta, Karel Teige (eds.), Předpoklady slohu : úvahy, krtitiky, polemiky (soubor statí z let 1909–1914), Praha 1947

## Výstavy – výběr
- 1920 Posmrtná výstava Bohumila Kubišty, Praha, Krasoumná jednota (Dům umělců Rudolfinum), 8.2.–březen
- 1920 Posmrtná výstava Bohumila Kubišty, Hradec Králové, Městské průmyslové muzeum, 2.3.–28.3.
- 1922 Bohumil Kubišta, Brno, Uměleckoprůmyslové muzeum, 22.1.–27.2.
- 1928 Bohumil Kubišta, souborná výstava, Mladá Boleslav, Klub přátel umění, 22.9.–21.10
- 1929 Souborná výstava Bohumila Kubišty, Praha, Aventinská mansarda, série tří výstav, leden až březen
- 1940 Soubor obrazů a kreseb Bohumila Kubišty, Brno, pavilon Klubu výtvarných umělců Aleš, září
- 1946 Bohumil Kubišta: kresby a grafika, Praha, Pošova galerie, listopad
- 1960 Bohumil Kubišta, souborná výstava, Dům umění města Brna, říjen
- 1967 Bohumil Kubišta, Praha, galerie V.Kramáře, 8.1.–16.2.
- 1984 Bohumil Kubišta, Plzeň, Západočeská galerie, 31.5.– 30.9.
- 1993 Bohumil Kubišta 1884–1918, Olomouc, Muzeum umění, 10.6.–1.8.
- 2004 Bohumil Kubišta, Galerie moderního umění v Hradci Králové a Západočeská galerie v Plzni, Plzeň 8.6.–29.8., Hradec Králové 9.9.–14.11.
- 2014 Bohumil Kubišta 130: Grafika (první souborná výstava grafického díla), Praha, Galerie Zdeněk Sklenář, 10.9.–16.10.
- 2014 Zářivý krystal: Bohumil Kubišta a české umění 1905–2013, Průniky, střety, přesahy. Ostrava, Dům umění, Galerie výtvarného umění, 3.10.–4.1.2015
- 2019 Kubišta - Filla : Plzeňská disputace, Západočeská galerie v Plzni, výstavní síň Masné krámy, autor: Marie Rakušanová, kurátor: Petra Kočová, 7. červen – 29. září 2019[15][16]